# Franck Dépine
Franck Dépine (nascido em 11 de abril e 1959) é um ex-ciclista francês que competia no ciclismo de pista. Representou França nos Jogos Olímpicos de Verão de 1984 em Los Angeles.